# María Teresa Barge
María Teresa Barge Bello (1961) es una política gallega, alcaldesa por el PP del municipio gallego de La Bola, en la provincia de Orense.

## Trayectoria
Secretaria municipal, consiguió la plaza en el municipio de La Bola, siendo alcalde su padre, Luis Barge. Éste, que primero perteneció a UCD, más tarde a Centristas de Galicia y finalmente al Partido Popular, falleció en el 2001. María Teresa trató de seguir el camino de su padre, pero el candidato escogido por el PP fue Demetrio Fernández Freire. En las elecciones de 2003 se presentó por el partido Iniciativa por A Bola y obtuvo cuatro escaños. En 2007 se presentó por el BNG consiguiendo siete escaños y convirtiéndose en la primera alcaldesa nacionalista de la provincia de Orense.